# الحرس الجمهوري الخاص
الحرس الجمهوري الخاص هي مؤسسة عسكرية، كان واجبها منذ 1988[بحاجة لمصدر] حماية الرئيس العراقي السابق صدام حسين ومقاره الرئاسية والعاصمة بغداد، مع وجود قوة حماية أكثر قربا من الرئيس هي (الحماية الخاصة) وكل هذا أزيل بعد احتلال بغداد سنة 2003 م. والمعروف أيضًا باسم لواء القوات الخاصة للقصر الرئاسي قوات الحماية الخاصة للحرس الجمهوري أو الفرقة الذهبية كانت وحدة حرس بريتوري نخبوية تأسست إما في أوائل عام 1992 أو في مارس 1995 في العراق في عهد البعث. كان الحرس الجمهوري الخاص تحت سيطرة منظمة الأمن الخاصة ومكلفًا بحماية الرئيس صدام حسين والمواقع الرئاسية في بغداد والرد على أي تمرد أو انقلاب أو أي تهديدات أخرى لسلطته.
الحرس الجمهوري هو امتداد للحرس الملكي العراقي، حيث أخذ اسمه بعد ثورة 8 شباط 1963، التي أطاحت بحكم عبد الكريم قاسم في العراق. حيث أن عبد الكريم قاسم لم يبادر إلى إنشاء الحرس الجمهوري بعد ثورة 14 تموز 1958 التي اطاحت بالحكم الملكي. وتم تحويل اسمه إلى الحرس الجمهوري وكان يؤدي نفس المهام التي كانت مناطة به، ولم تتغير مهامه بالرغم من الانقلابين سنة 1963 و1968، والتي كان محصورة في تامين المواقع الرئاسية والحماية الشخصية لرئيس الدولة واعضاء الحكومة، وبالرغم من الانقلاب الداخلي الذي أطاح بالرئيس أحمد حسن البكر، إلا أن صدام حسين أصبح ينتخب أعضاء قياده بدقة. وفي أثناء الحرب العراقية الإيرانية، ونظرا لقلة افراد الجيش العراقي، تم تشجيع المواطنين على التطوع في افراد قوات الحرس الجمهوري كون أن السواد الأعظم من الجيش العراقي كانت تأتي عن طريق التجنيد الإلزامي.
وبدأت مرحلة جديدة في مسيرة الحرس الجمهوري والتي تمثلت بالمشاركة الفعلية في المعارك الدائرة في الجبهات الخارجية وتم المحافظة على قسم منتخب من هذه القوات كانت تقوم بنفس المهام التي كانت قوات الحرس الجمهوري وتم تسميتها (الحرس الجمهوري الخاص) وكانت كلا القيادتين (قيادة الحرس الجمهوري وقيادة الحرس الجمهوري الخاص) تدار من قبل (مكتب شؤون الحرس الجمهوري)، وباشراف من حسين كامل حسن المجيد وبالطبع كانت القيادتان مسلحة بشكل ممتاز جداً. وبعد التوسع الكبير في تشكيلات الحرس الجمهوري وبعد حرب الخليج الثانية 1991، تم إنشاء أمانة سر الحرس الجمهوري التي تشرف على رئاسة اركان الحرس الجمهوري وعلى قيادة الحرس الجمهوري الخاص. وكان آخر قائد للحرس الجمهوري الخاص عام 2003 هو العميد برزان عبد الغفور ((شقيق اللواء روكان عبد الغفور المرافق الشخصي لصدام حسين)).
وكانت قوات الحرس الجمهوري الخاص لها الأفضلية في التسليح والتجهيز والقضايا المادية الأخرى بشكل أكبر من باقي تشكيلات القوات المسلحة العراقية الأخرى (حتى أفضل من قوات الحرس الجمهوري العادية)، في عام 2001 تم إعادة هيكلة هذه القطعات والغاء الكثير من تشكيلاتها (كانت أكثر من اربع الوية قتالية مع افواج حراسة وكتائب دبابات) وتم اختزالها إلى عدد من الافواج القتالية وافواج الحراسات مع كتيبة دبابات الحرس الخاص. لم تكن قطعات الحرس الجمهوري الخاص تتميز بأي علامة أو شارة خاصة ولكن كان يمكن تمييزها من ارتداء منتسبيها من الضباط والمراتب الملابس العسكرية باللون الزيتوني (ملابس أنيقة ومرتبة) مع الحذاء (الأحمر / البرتقالي اللون)، مع هوية مميزة تتيح لهم حمل السلاح الشخصي في مختلف الدوائر والمؤسسات وخاصة الضباط، وكان بعض أفرادها يرتدي القبعة (البيرية) الحمراء (المارونية) ولكن الأغلب كانوا يرتدون البيرية السوداء.
وبعد احتلال العراق تم حل هذه القوات بأمر بريمر وبوش.

## تاريخ
لمنع الانقلاب منع صدام حسين الحرس الجمهوري الخاص من التنسيق مع القوات الأخرى حتى الحرس الجمهوري النظامي أو أي وحدات أخرى لم يُسمح لها بالاقتراب من الحرس الجمهوري الخاص.
حصل الحرس الجمهوري الخاص على رواتب ومزايا أفضل من أعضاء الحرس الجمهوري العادي والجيش العراقي النظامي. وبحلول عام 2002 ورد أن هناك 12000 عضو في الحرس الجمهوري الخاص اختيارهم في المقام الأول من العشائر الموالية لصدام حسين ونظامه. وأفادت التقارير بوجود ما يصل إلى خمسة ألوية تحتوي على 14 كتيبة تضم كل منها 1300-1500 رجل، وتضمنت أيضًا الدفاع الجوي والمدرعات والمدفعية. في مايو 2003 حل الحرس الجمهوري الخاص رسميًا بموجب الأمر 2 من سلطة التحالف المؤقتة تحت إشراف المدير إل. بول بريمر في أعقاب غزو العراق من قبل تحالف دولي بقيادة الولايات المتحدة.
كان لدى مجموعة الاستجابة للطوارئ 13 أو 14 كتيبة وتراوحت قوة القوات من 15000 إلى 26000. وربما انخفض هذا العدد إلى 12000 فقط بحلول عام 2002.

## وصلات داخلية
- صدام حسين
- الحرس الجمهوري العراقي